# Tamarix
El género Tamarix (taray, taraje o talaya) comprende 60 spp. de fanerógamas, de la familia Tamaricaceae, nativas de las áreas más secas de Eurasia y África.

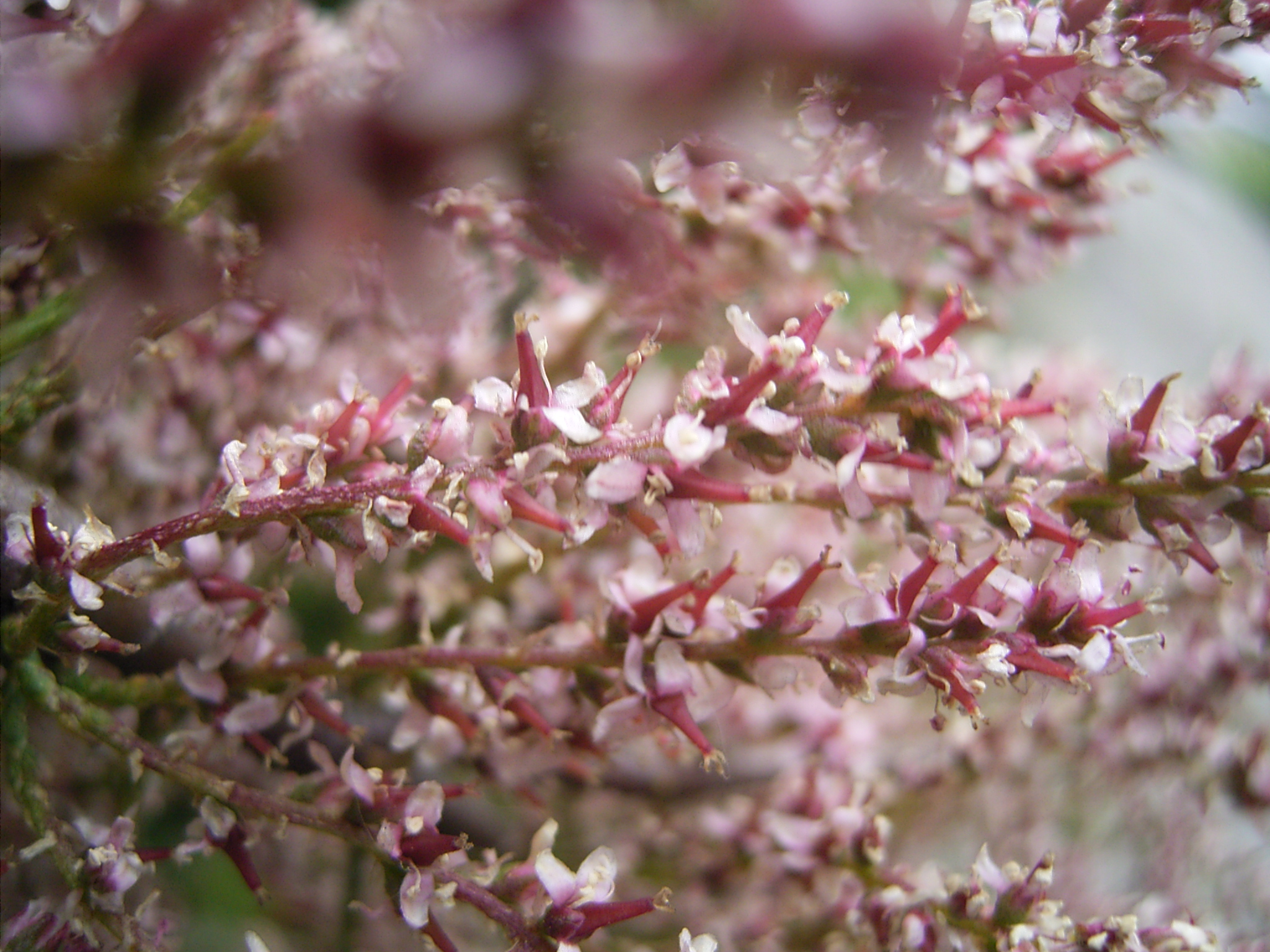
Tamarix gallica floreciendo.

## Descripción
Pueden ser arbustos caducifolios o perennifolios,  o pequeños árboles entre 1 y 15 m de altura, formando densas arboledas o matas.  El más grande, Tamarix aphylla, es un árbol perenne que puede alcanzar 15 m de alto.  
Generalmente pueden vivir en suelos salinos, tolerando hasta 15.000 ppm de sal soluble, y tolerar álcalis. 
Se caracterizan por ramas finas y follaje gris verdoso.  La corteza de las ramas jóvenes es lisa y rojiza parda.  Con la edad, se hacen pardo púrpura, y rugosas. Las hojas de  1 a 2 mm de longitud, solapadas unas con otras. Frecuentemente están incrustadas con secreciones de sal.  Las flores de rosas a blancas aparecen en densas masas de 5 a 10 cm de longitud. En las puntas de las ramas, entre la primavera y el verano,  mientras algunas otras spp. (e.g. T. aphylla)  florecen  en invierno.

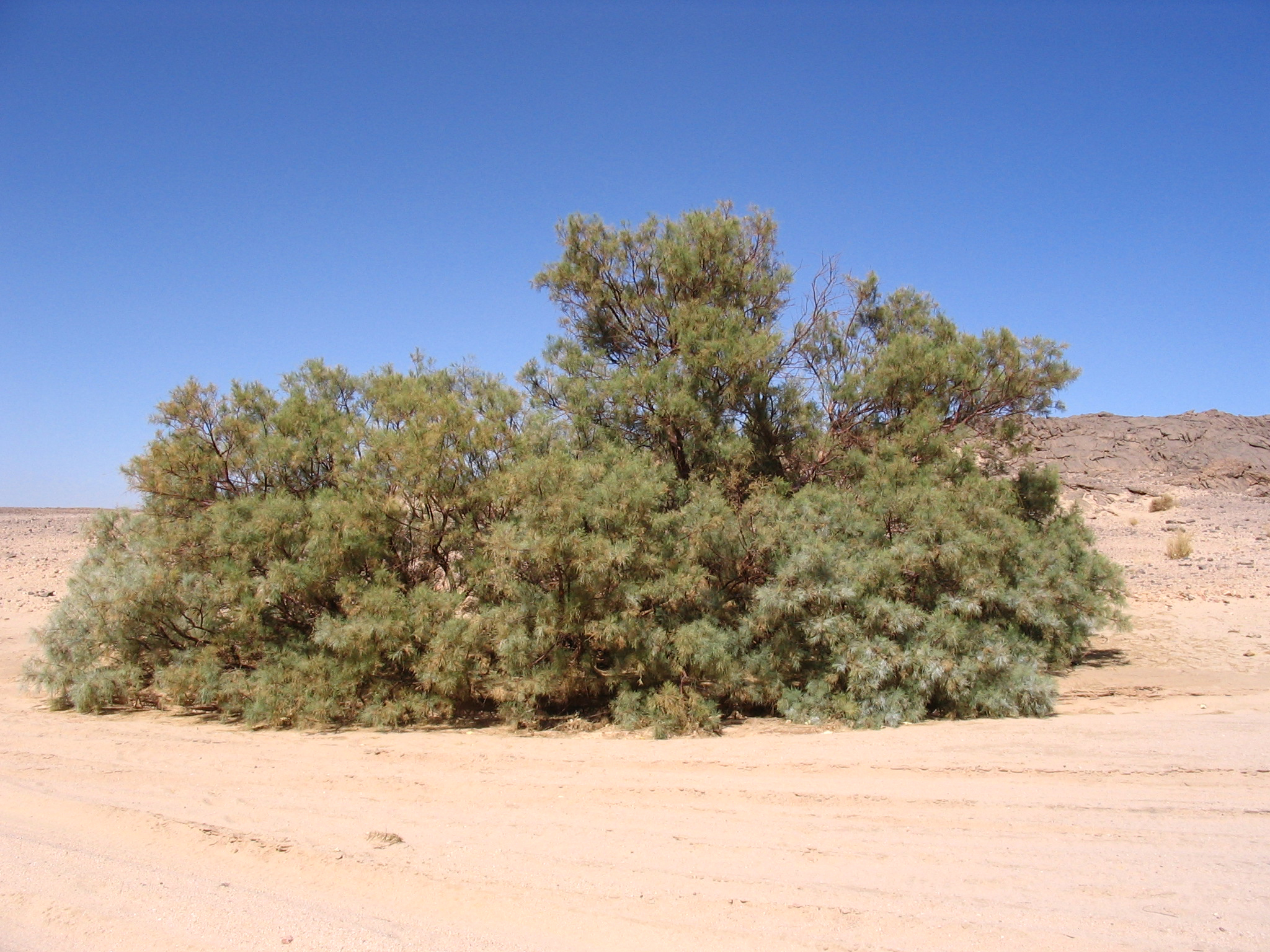
Un ejemplar de taray en su hábitat natural en Argelia.

Se multiplica vegetativamente,  por sus raíces  adventicias o tallos enterrados, y sexualmente, por semillas.  Cada flor puede producir miles de diminutas (1 mm diámetro) simientes,  contenidas en una pequeña cápsula usualmente adornada con un penacho de pelos que ayudan a su dispersión anemófila.  También pueden dispersarse por el agua.  La germinación exige periodos largos de suelo saturado.  
El género Tamarix está adaptado al fuego, ya que posee largas raíces que penetran hasta la capa freática, aprovechando aguas subterráneas.  Limitan la competencia con otras plantas mediante la absorción de la sal de las capas, la cual acumulan en su follaje y desde allí van depositando en la superficie del suelo, donde se concentra, siendo esa sal letal para muchas otras plantas.
Las especies de Tamarix son alimento de larvas de algunas especies de Lepidoptera: Coleophora asthenella  exclusivamente sobre T. africana.

## Taxonomía
El género fue descrito por Carlos Linneo y publicado en Species Plantarum 1: 270. 1753.
Etimología
Tamarix: nombre genérico que deriva del latín y que puede referirse al río Tamaris en la Hispania Tarraconensis (España).

## Usos
El taray puede ser utilizado como arbusto ornamental, rompeviento o árbol de sombra. La madera se aprovecha para carpintería y leña.
China se halla elaborando planes para que el taray juegue un papel en su programa de lucha contra la desertificación.

## Introducción en América
Varias especies de Tamarix fueron introducidas en distintos países con fines ornamentales, como barreras de viento, para la estabilización de taludes y dunas y para el control de la erosión y muchos casos se comporta como una especie exótica invasora.
La presencia del género en Argentina, donde recibe el nombre común es tamarisco, data, cuanto menos, del siglo XVIII. Su alta producción de semillas dispersadas por el viento, la velocidad de desarrollo, su tolerancia a la sequía y la capacidad de alcanzar depósitos de agua freática, le permitieron avanzar de manera espontánea sobre extensas zonas de nuestro país, en especial en regiones áridas y semiáridas. Los impactos que ha producido son: empobrecimiento de la vida silvestre, aumento de la salinidad de los suelos, reducción en la disponibilidad de agua, modificación de los cursos de agua, cambios en la dinámica del fuego, reemplazo de la vegetación nativa, reducción del valor productivo de la tierra.
La introducción de Tamarix en el oeste de EE. UU. (donde se lo suele llamar "pino salado") como un arbusto ornamental ocurrió hacia el siglo XIX.  Se establece en  corrientes disturbadas o no,  y en cuerpos de agua con drenaje natural o artificial , donde las semillas se exponen a extensos periodos de suelo saturado para establecerse. Sigue rompiendo las estructuras y la estabilidad de comunidades de plantas norteamericanas; compitiendo por agua.

## Especies selectas
| - Tamarix africana - Tamarix androssowii - Tamarix aphylla - Tamarix arceuthoides - Tamarix austromongolica - Tamarix boveana - Tamarix canariensis - Tamarix chinensis - Tamarix dalmatica - Tamarix dioica - Tamarix gallica - Tamarix gansuensis - Tamarix gracilis - Tamarix hampeana - Tamarix hispida - Tamarix hohenackeri - Tamarix indica - Tamarix jintaenia - Tamarix juniperina - Tamarix karelinii - Tamarix laxa - Tamarix leptostachys - Tamarix mascatensis - Tamarix meyeri - Tamarix mongolica - Tamarix parviflora - Tamarix ramosissima - Tamarix sachuensis - Tamarix smyrnensis - Tamarix taklamakanensis - Tamarix tarimensis - Tamarix tenuissima - Tamarix tetrandra |